# Aston Martin DBX
Aston Martin DBX (укр. Астон Мартін ДіБіІкс) — кросовер від компанії Aston Martin.

## Опис

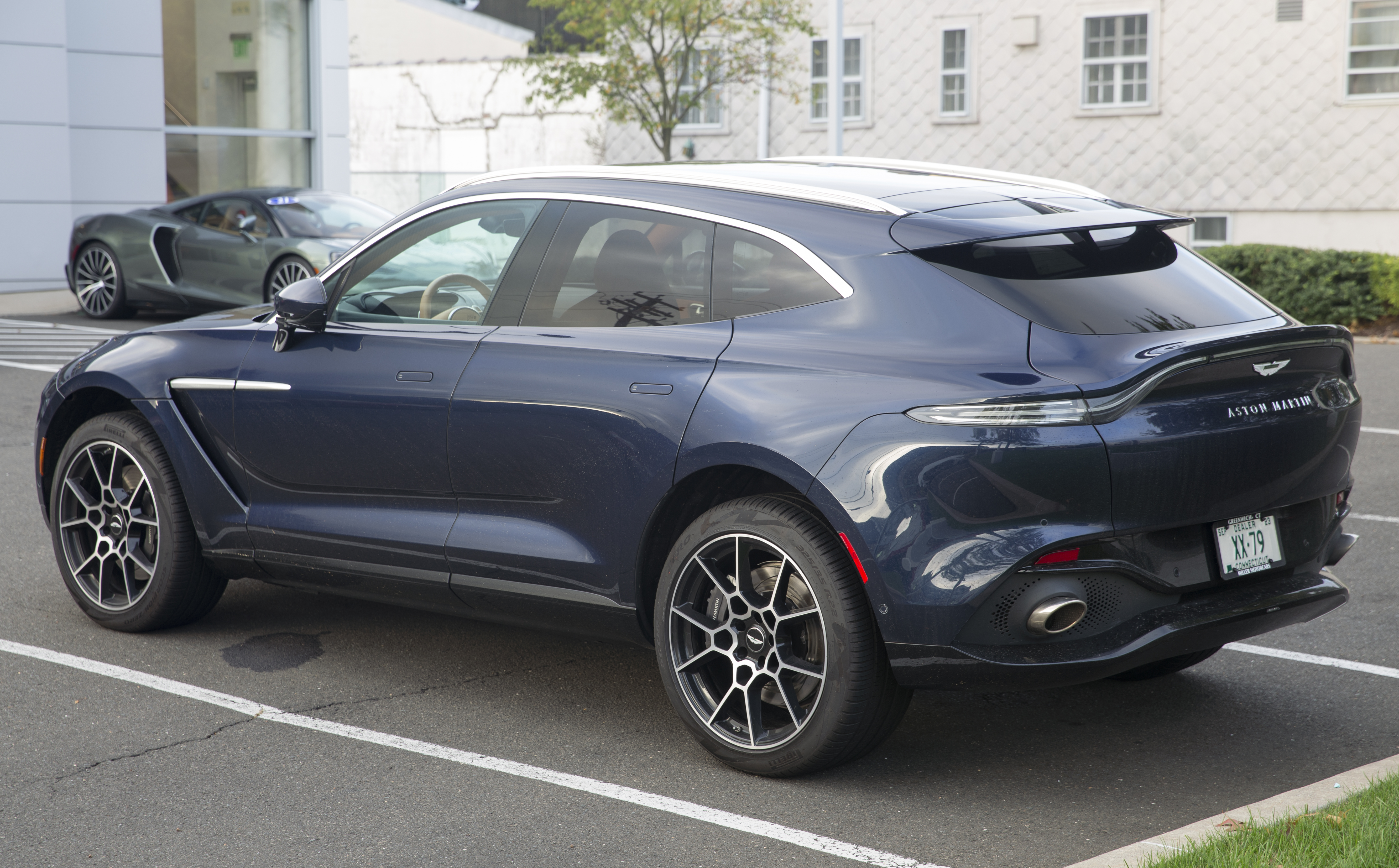

Для моделі наданий турбодвигун V8 4.0 (550 к.с., 700 Нм) з дев'ятиступеневою АКПП 9G-Tronic виробництва Mercedes-AMG. Повний привід 4Matic з раздаткою і муфтою для підключення передніх коліс, а також регульований в діапазоні 50 мм кліренс. Глибина подоланого броду 500 мм, кути в'їзду і з'їзду до 25,7° і 27,1° відповідно. Багажник (632 л + 62 л в підпіллі).
Розгін від 0 до 100 км/год займає 4,5 с, максимальна швидкість становить 291 км/год.

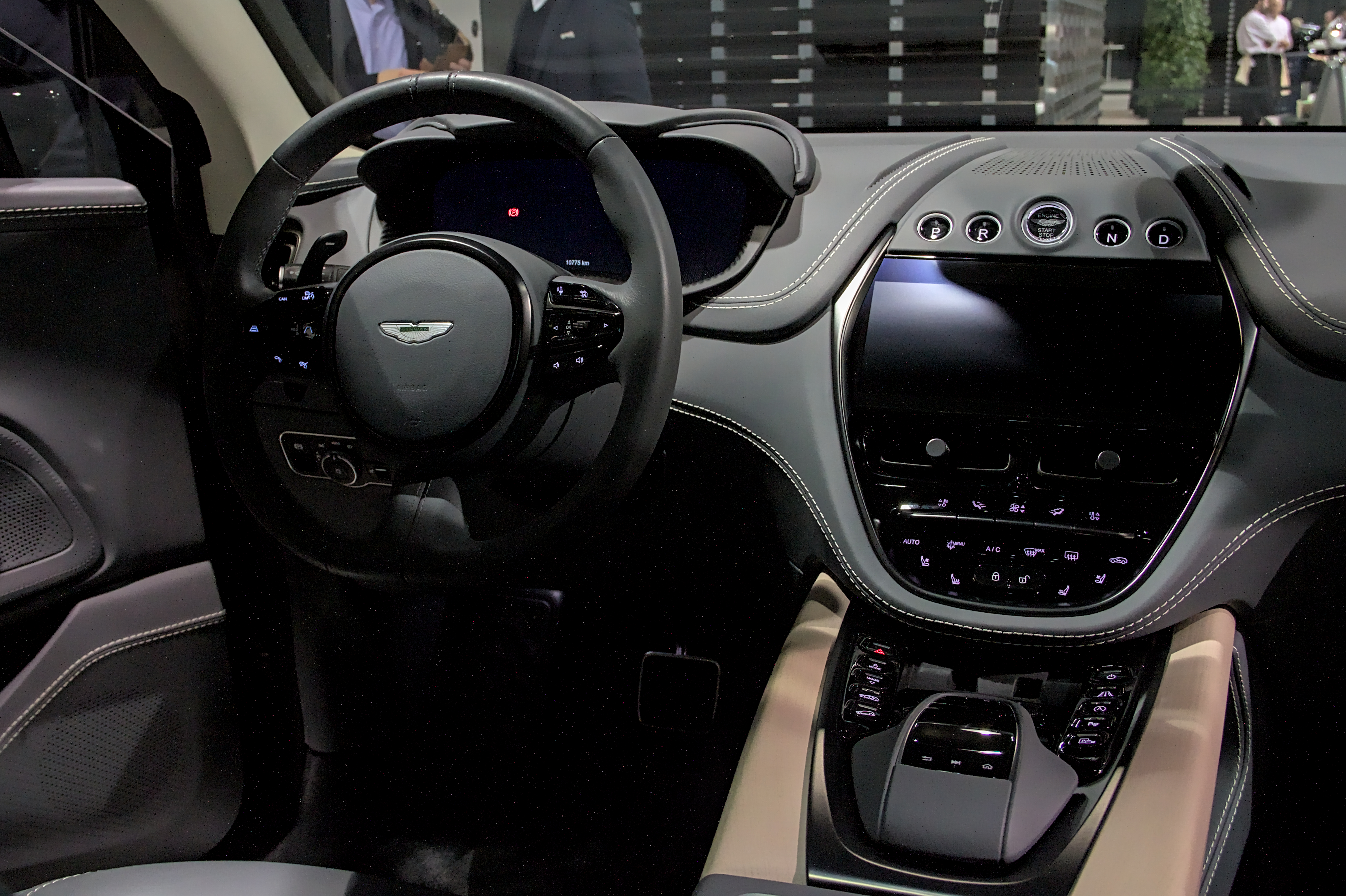

Спереду встановлені шини Pirelli P Zero розмірністю 285/40 R22, а ззаду 325/35 R22.
Інтер'єр DBX включає мікс з натуральної шкіри, алькантари, горіхового шпону і ворсистих килимів. Уже «в базі» автомобіль укомплектований: тризонним клімат-контролем, підігрівом всіх сидінь, панорамою, 12,3-дюймової цифровий приборки(незрозумілий термін???) і запозиченим у концерну Daimler мультимедійним комплексом, що включає екран діагоналлю 10,25-дюймів і центральний тачпад.
Світова прем'єра кросовера пройшла в 20 листопада 2019 року в Пекіні. Вже наступного року моделі додали першу спеціальну модифікацію Bowmore Edition, що виходить лімітованою кількістю 18 одиниць.

### DBX707

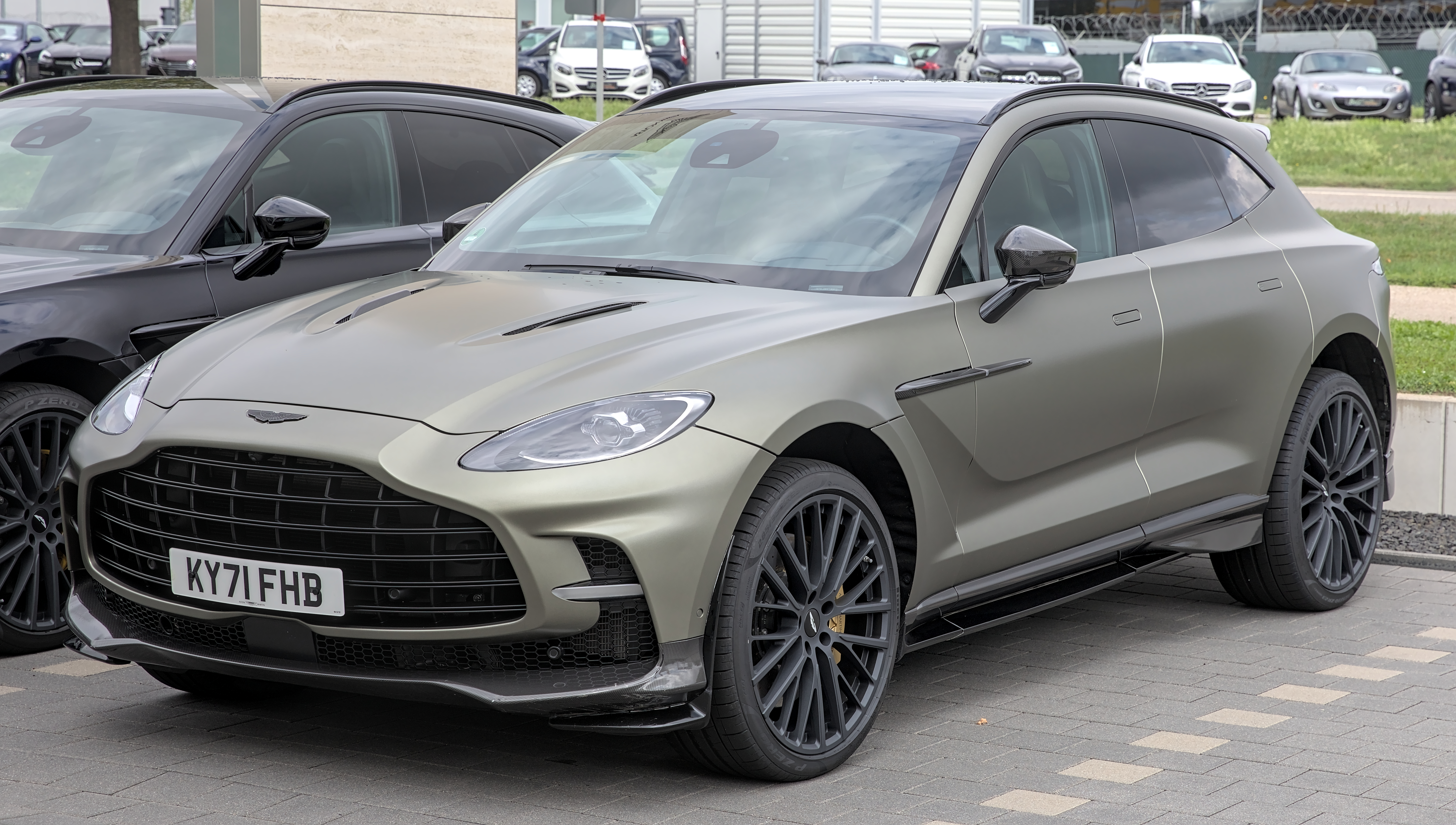
Aston Martin DBX707

1 лютого 2022 року компанія Aston Martin представила найпотужніший на момент виходу бензиновий кросовер в світі, який називається Aston Martin DBX707. Його двигун від Mercedes-AMG, був дещо доопрацьований фахівцями з Aston Martin, в результаті чого його потужність складає 707 к.с. та 900 Нм крутного моменту. Коробка передач MCT 9G-Tronic від AMG теж була покращена і отримала "мокре зчеплення" та змінені передавальні числа. У сумі всі модифікації  дозволяють спорт-кросоверу набирати першу сотню за 3.3 секунди та розганятись до максимальної швидкості в 310 км/год. Також зміни доторкнулись підвіски та рульового керування — вони стали більш спортивними. У задній частині автомобіля  встановлено карбонові спойлер та сплітер, а також  вихлопну систему з чотирьох труб. Гальмівна система — покращена, карбон-керамічна, задні гальмівні диски — по 390 мм, передні — по 420 . В базі автомобіль оснащено 22-дюйовими дисками, проте за доплату, можливий 23-дюймовий варіант. Ціна на базову версію стартує з 232 тисяч доларів.

## Двигуни
- 3.0 л M 256 E30 DEH LA G І6 435 к.с. при 5900–6100 об/хв, 520 Нм при 1800–5500 об/хв (DBX Straight Six для Китаю)[3]
- 4.0 л M 177 DE 40 AL V8 550 к.с. при 6500 об/хв, 700 Нм при 2200–5000 об/хв
- 4.0 л M 177 DE 40 AL V8 707 к.с. при 6000 об/хв, 900 Нм при 2600–4500об/хв (DBX707)[2]

## Продажі
| рік  | всього |
| ---- | ------ |
| 2020 | 1516   |
| 2021 | 3001   |
| 2022 | 3219   |
| 2023 | 2939   |